# Jean Laurain
Jean Laurain (ur. 1 stycznia 1921 w Metzu, zm. 7 marca 2008 tamże) – francuski polityk, nauczyciel i samorządowiec, działacz Partii Socjalistycznej, deputowany oraz minister.

## Życiorys
Ukończył szkołę średnią w rodzinnej miejscowości, po czym podjął studia filozoficzne w Nancy. W czasie okupacji dołączył do ruchu oporu. Z uwagi na zagrożenie aresztowaniem przedostał się do Lyonu, gdzie kontynuował naukę. Służył w armii francuskiej w Afryce (Armée d’Afrique), która przeszła na stronę aliantów. W 1944 brał udział w lądowaniu w Prowansji. Po wyzwoleniu Francji dokończył studia, pracował jako nauczyciel filozofii. W 1957 otworzył w departamencie dom kultury i młodzieży (MJC).
W 1971 wstąpił do Partii Socjalistycznej. Był radnym departamentu Mozela, a także radnym miejskim w Metzu. W 1978, 1981, 1986 i 1988 uzyskiwał mandat posła do Zgromadzenia Narodowego VI, VII, VIII, IX kadencji. Od maja 1981 do marca 1983 pełnił funkcję ministra ds. weteranów w pierwszym i drugim rządzie Pierre’a Mauroy. Następnie do marca 1986 był sekretarzem stanu ds. weteranów w trzecim gabinecie tego samego premiera oraz w rządzie Laurenta Fabiusa.
Współautor publikacji Journal de guerre d’un philosophe, 1941–1945 (2006). Wyróżniony tytułem honorowego obywatela Kutna (1959).